# 天下無敵のエクササイズ
「天下無敵のエクササイズ」（てんかむてきのエクササイズ）は、藤崎マーケットのシングル。2008年2月27日にR and Cから発売された。

## 概要
- 藤崎マーケットによる、90年代ユーロビートを彷彿とさせるダンスミュージックになっている[2]。2008年に公開されたアニメ映画『超劇場版ケロロ軍曹3 ケロロ対ケロロ天空大決戦であります!』と同時上映された『武者ケロ お披露目!戦国ラン星大バトル!!』の主題歌として使用された[3]。
- ミュージックビデオが収録されたDVDが付属されている[4]。

## 収録曲
（全作詞：田中秀典、作曲：磯崎健史、編曲：飛内将大）
1. 天下無敵のエクササイズ [4:36]
2. 天下無敵のエクササイズ relaxize-remix [4:35]
リミックス：野間康介
3. 天下無敵のエクササイズ（カラオケ） [4:34]